# Vicente Enrique y Tarancón
Vicente Enrique y Tarancón, född 14 maj 1907 i Burriana, Castellón, Spanien, död 28 november 1994 i Valencia, var en spansk kardinal och ärkebiskop. Han var ärkebiskop av Madrid från 1971 till 1983.

## Biografi
Vicente Enrique y Tarancón var son till Manuel Enrique Urios och Vicenta Tarancón Fandos. Han studerade vid Påvliga seminariet i Valencia, där han blev doktor i teologi. Tarancón prästvigdes av biskop Félix Bilbao y Ugarriza den 1 november 1929.
I november 1945 utnämndes Tarancón till biskop av Solsana och biskopsvigdes den 24 mars året därpå av biskop Manuel Moll y Salord. År 1964 installerades Tarancón som ärkebiskop av Oviedo och år 1969 som ärkebiskop av Toledo.
Den 28 april 1969 upphöjde påve Paulus VI Tarancón till kardinalpräst med San Giovanni Crisostomo a Monte Sacro Alto som titelkyrka; kyrkan är belägen. Tarancón deltog i konklaven i augusti 1978, vilken valde Johannes Paulus I till ny påve, samt i konklaven i oktober 1978, som valde Johannes Paulus II.
Från 1971 till 1983 var Tarancón ärkebiskop av Madrid.

## Bilder

Kardinal Tarancóns titelkyrka
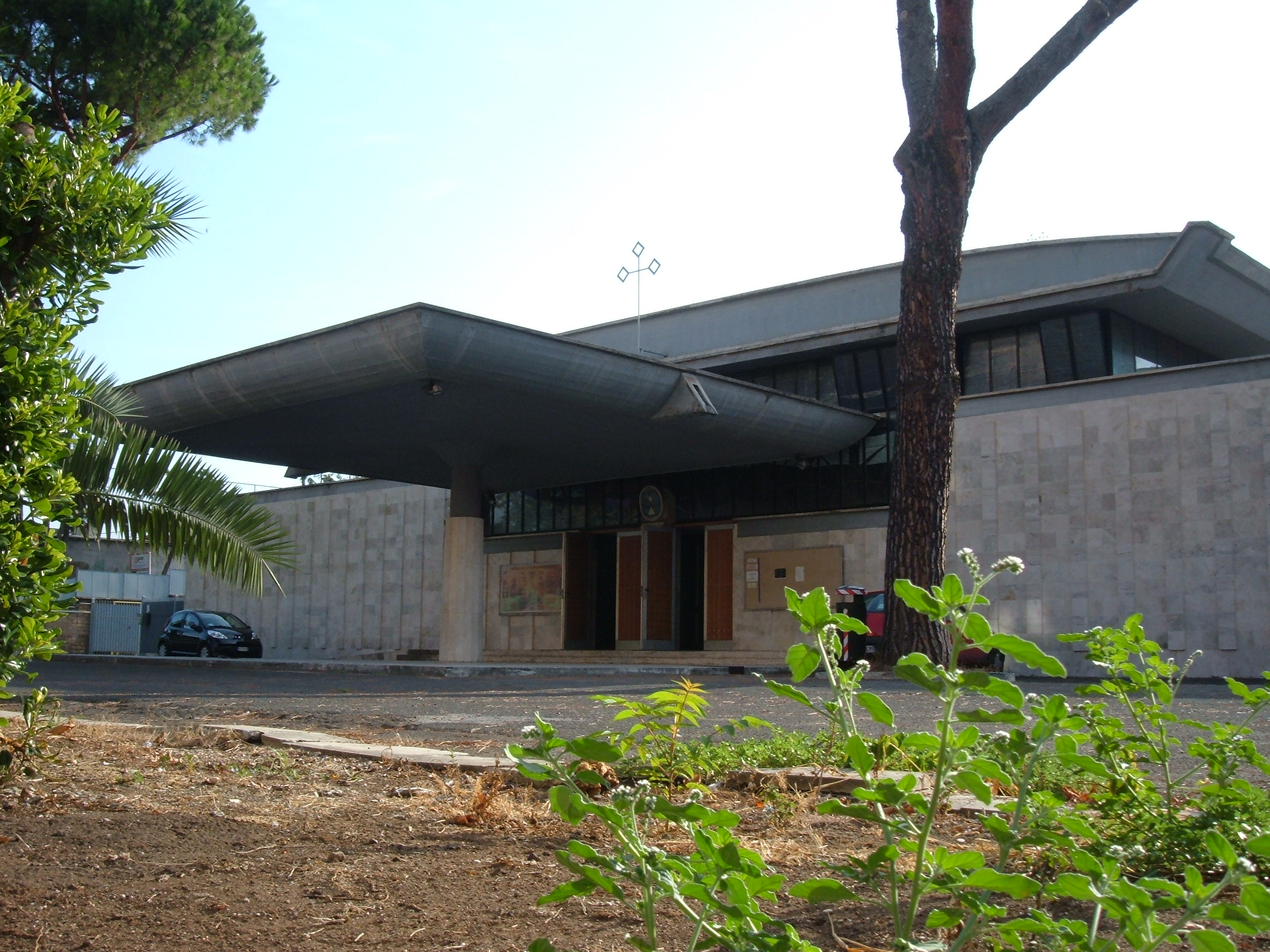
San Giovanni Crisostomo a Monte Sacro Alto.